# Diego Rodríguez Fernández
Diego Rodríguez Fernández (La Orotava, 20 de abril de 1960) é um ex-futebolista e treinador espanhol, que atuava como defensor.

## Carreira
Diego fez parte do elenco da Seleção Espanhola de Futebol da Eurocopa de 1988.